# Thirunagar
Thirunagar là một thị xã panchayat của quận Madurai thuộc bang Tamil Nadu, Ấn Độ.

## Nhân khẩu
Theo điều tra dân số năm 2001 của Ấn Độ, Thirunagar có dân số 15.549 người. Phái nam chiếm 49% tổng số dân và phái nữ chiếm 51%. Thirunagar có tỷ lệ 87% biết đọc biết viết, cao hơn tỷ lệ trung bình toàn quốc là 59,5%: tỷ lệ cho phái nam là 89%, và tỷ lệ cho phái nữ là 85%. Tại Thirunagar, 8% dân số nhỏ hơn 6 tuổi.